# Бордель, Роман
Роман Бордель Росель или Рома Бордель-и-Росель (исп. Román Bordell Rosell, кат. Romà Bordell i Rosell, 7 августа 1928, Органья — 26 июня 2008) — испанский шахматист, национальный мастер.
Серебряный призер чемпионата Испании 1952 г.
Чемпион Каталонии 1948, 1953 и 1964 гг. Серебряный призер чемпионата Каталонии 1952 г.
В составе сборной Испании участник Кубка Клары Бенедикт 1964 г. и международного матча со сборной Швейцарии (1953 г.).
Главное достижение на международной арене — победа в побочном турнире ("Premier Reserve") шахматного конгресса в Гастингсе (1952 / 1953 гг.) и получил право играть в главном турнире следующего года. Этим правом он воспользоваться не сумел (предположительно, организаторы боялись советского бойкота в ответ на включение в главный турнир испанца).
В зрелые годы участвовал преимущественно в соревнованиях, проводившихся на территории Каталонии. В 1987 г. занял 2-е место на международном турнире в Бадалоне.

## Спортивные результаты
| Год         | Город       | Соревнование                           | + | − | = | Результат | Место |
| ----------- | ----------- | -------------------------------------- | - | - | - | --------- | ----- |
| 1948        |             | Чемпионат Каталонии                    |   |   |   |           | 1     |
| 1952        |             | Чемпионат Каталонии                    |   |   |   |           | 2     |
|             | Хихон       | Чемпионат Испании                      |   |   |   |           | 2     |
| 1952 / 1953 | Гастингс    | Международный турнир (побочный турнир) |   |   |   | 7½ из 9   | 1     |
| 1953        |             | Чемпионат Каталонии                    |   |   |   |           | 1     |
|             | Барселона   | Матч Испания — Швейцария               |   |   |   |           | [ 4 ] |
| 1964        |             | Чемпионат Каталонии                    |   |   |   |           | 1     |
|             | Лас-Пальмас | Чемпионат Испании                      |   |   |   |           | [ 3 ] |
|             | Ленцерхайде | Кубок Клары Бенедикт                   | 0 | 3 | 0 | 0 из 3    |       |
| 1987        | Бадалона    | Международный турнир                   |   |   |   |           | 2     |